# Maurice Voigt
Maurice Voigt (ur. 8 września 2000) – niemiecki lekkoatleta specjalizujący się w rzucie oszczepem.
W 2018 roku zdobył brązowy medal mistrzostw świata U20, a rok później był finalistą mistrzostw Europy do lat 20.
Rekord życiowy: 75,47 (4 sierpnia 2019, Berlin). 

## Osiągnięcia
| Rok  | Impreza                | Miejsce | Pozycja    | Wynik |
| ---- | ---------------------- | ------- | ---------- | ----- |
| 2018 | Mistrzostwa świata U20 | Tampere | 3. miejsce | 73,44 |
| 2019 | Mistrzostwa Europy U20 | Borås   | 7. miejsce | 72,14 |